# Moltkiopsis ciliata
Moltkiopsis ciliata är en strävbladig växtart som först beskrevs av Peter Forsskål, och fick sitt nu gällande namn av Ivan Murray Johnston. Moltkiopsis ciliata ingår i släktet Moltkiopsis och familjen strävbladiga växter. Inga underarter finns listade i Catalogue of Life.